# Receptor cannabinoide 1
El receptor cannabinoide 1 (CB1), és un receptor cannabinoide acoblat a proteïna G que en humans està codificat pel gen CNR1. El receptor CB1 humà s'expressa al sistema nerviós perifèric i al sistema nerviós central. Està activat pels endocannabinoides, un grup de neurotransmissors retrògrads que inclou l'anandamida i el 2-araquidonoilglicerol (2-AG); fitocannabinoides vegetals, com la docosatetraenoiletanolamida que es troba a la daga silvestre, el compost THC que és un constituent actiu de la droga psicoactiva cànnabis; i anàlegs sintètics del THC. El CB1 està antagonitzat pel fitocannabinoide tetrahidrocannabivarina (THCV).
L'agonista endogen primari del receptor CB1 humà és l'anandamida.

## Estructura
El receptor CB1 comparteix l'estructura característica de tots els receptors acoblats a proteïnes G, que posseeixen set dominis transmembrana connectats per tres bucles extracel·lulars i tres intracel·lulars, una cua N-terminal extracel·lular i una cua C-terminal intracel·lular. El receptor pot existir com un homodímer o formar heterodímers o altres oligòmers GPCR amb diferents classes de receptors acoblats a proteïnes G. Els heterodímers observats inclouen A2A–CB1, CB1–D2, OX1–CB1, μOR–CB1, mentre que molts més només poden ser prou estables per existir in vivo. El receptor CB1 posseeix un lloc d'unió al·lostèric modulador.

## Mecanisme
El receptor CB1 és un heteroreceptor presinàptic que modula l'alliberament de neurotransmissors quan s'activa d'una manera dependent de la dosi, estereoselectiva i sensible a la toxina tos ferina. El receptor CB1 s'activa mitjançant cannabinoides, generats de manera natural a l'interior del cos (endocannabinoides) o exògenament, normalment a través del cànnabis o un compost sintètic relacionat.
La investigació suggereix que la majoria dels receptors CB1 estan acoblats a través de proteïnes G i/o. Després de l'activació, el receptor CB1 mostra els seus efectes principalment mitjançant l'activació de Gi, que disminueix la concentració intracel·lular d'AMPc inhibint el seu enzim de producció, adenilat ciclasa i augmenta la concentració de proteïna cinasa activada per mitogen (MAP quinasa). Alternativament, en alguns casos rars, l'activació del receptor CB1 pot estar acoblada a proteïnes Gs, que estimulen l'adenilat ciclasa. Se sap que l'AMPc serveix com a segon missatger acoblat a una varietat de canals iònics, inclosos els canals de potassi que es rectifiquen cap a l'interior (=Kir o IRK), i els canals de calci, que s'activen per la interacció depenent de l'AMPc amb aquestes molècules. com a proteïna quinasa A (PKA), proteïna cinasa C (PKC), Raf-1, ERK, JNK, p38, c-fos, c-jun i altres.
Pel que fa a la funció, la inhibició de l'expressió d'AMPc intracel·lular escurça la durada dels potencials d'acció presinàptics perllongant els corrents rectificadors de potassi tipus A, que normalment s'inactivan després de la fosforilació per PKA. Aquesta inhibició es fa més pronunciada quan es considera amb l'efecte dels receptors CB1 activats per limitar l'entrada de calci a la cèl·lula, que no es produeix a través de l'AMPc sinó per una inhibició directa mediada per la proteïna G. Com que l'entrada de calci presinàptic és un requisit per a l'alliberament de vesícules, aquesta funció disminuirà el transmissor que entra a la sinapsi després de l'alliberament. La contribució relativa de cadascun d'aquests dos mecanismes inhibidors depèn de la variància de l'expressió del canal iònic per tipus de cèl·lula.
El receptor CB1 també es pot modular al·lostèricament per lligands sintètics de manera positiva i negativa. L'exposició in vivo al THC perjudica la potenciació a llarg termini i condueix a una reducció del CREB fosforilat.
Les propietats de senyalització del CB1 activat també es modifiquen per la presència de SGIP1, que dificulta la internalització del receptor i disminueix la senyalització ERK1/2 alhora que augmenta la interacció amb GRK3, β-arrestin-2.
En resum, s'ha trobat que l'activitat del receptor CB1 està acoblada a determinats canals iònics, de la següent manera:
- Positivament per a la rectificació interior i els canals de potassi exteriors de tipus A.
- Negativament als canals de potassi exteriors de tipus D
- Negativament als canals de calci de tipus N i P/Q.

## Expressió
El receptor CB1 està codificat pel gen CNR1, situat al cromosoma 6 humà S'han descrit dues variants de transcripció que codifiquen diferents isoformes per a aquest gen. S'han identificat ortòlegs CNR1 a la majoria de mamífers.
El receptor CB1 s'expressa de manera presinàptica tant a les interneurones glutaminèrgiques com a les GABAèrgiques i, en efecte, actua com un neuromodulador per inhibir l'alliberament de glutamat i GABA. L'administració repetida d'agonistes del receptor pot provocar la internalització del receptor i/o una reducció de la senyalització de la proteïna del receptor.
L'agonista invers MK-9470 permet produir imatges in vivo de la distribució dels receptors CB1 al cervell humà amb tomografia per emissió de positrons.